# Línea 85 (Buenos Aires)

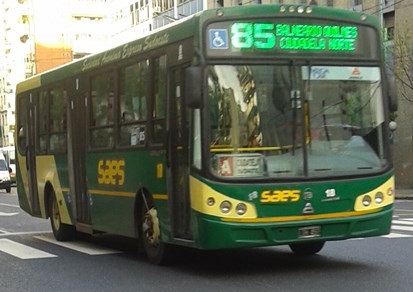

La Línea 85 es una línea de colectivo del Área Metropolitana de Buenos Aires. Recorre los partidos de Quilmes, Avellaneda y Lanús, atraviesa la Ciudad Autónoma de Buenos Aires y llega hasta Ciudadela Norte.

## Ramales
Esta línea cuenta con 3 ramales principales, que unen el Balneario de Quilmes con Ciudadela Norte mediante diferentes caminos.
- Cartel A - Por Puente Agüero
- Cartel I - Por Puente Gerli y Avenida Calchaquí
- Cartel G - Por Puente Gerli y Avenida Dardo Rocha

### Fraccionados
- Ciudadela Norte - Puente Alsina
- Ciudadela Norte - Alto Avellaneda (esporádicos)
- Balneario De Quilmes - Puente Alsina (sólo en horas pico)
- Balneario De Quilmes - Nazca y Rivadavia (esporádicos)

## Recorrido

### Ramal A

#### Ida a Ciudadela Norte
Por Quilmes Centro, Alto Avellaneda, Nueva Pompeya y Villa Devoto
- Quilmes: Desde Av. Cervantes y Otamendi, por esta, Cevallos, Leandro N. Alem, José de San Martín, Saavedra, Av. Hipólito Yrigoyen, Saavedra, San Luis, Gran Canaria, Rodolfo López, Andrés Baranda, Belgrano, Zapiola, Av. San Martín, Estación Bernal, Estación Don Bosco

- Avellaneda: Av. Ramón Franco, Estación Wilde, Martín Fierro, Av. Pres. Bartolomé Mitre, Sadi Carnot, Mariano Moreno, Dante Alighieri, Boulevard de los Italianos, Gral. Arredondo, Gral. Madariaga, Av. Crisólogo Larralde, Eva Duarte de Perón, Gral. Güemes, Av. Crisólogo Larralde, Av. Adolfo Alsina, Gral. Heredia, Av. H. Yrigoyen, Beguerestain, Cabildo, Guatemala, Rivadavia

- Lanús: Pres. J. D. Perón, Remedios de Escalada de San Martín
- Capital Federal: Avenida Sáenz, Estación Sáenz, Avenida Almafuerte, Enrique Ochoa, Avenida Sáenz, Dekay, Avenida La Plata, Avenida Rivadavia, Avenida Segurola, Mercedes, Avenida Gaona, Sanabria, Avenida Francisco Beiró

- Tres de Febrero: Colectora General Paz, General Roca, Bergamini hasta Croacia.

#### Regreso a Balneario de Quilmes
- Tres de Febrero: Desde Croacia y San Ignacio, por ésta, Carlos Pellegrini, República Árabe Siria, San Roque, Puente Bruselas

- Capital Federal: Colectora Gral. Paz, Av. F. Beiró, Av. Segurola, J. L. Cantilo, Gualeguaychú, Av. F. Beiró, Av. Segurola, Mercedes, Av. Rivadavia, Rosario, Av. La Plata, Av. Sáenz

- Lanús: Remedios de Escalada de San Martín, Pres. Juan Domingo Perón, Rivadavia
- Avellaneda: Chile, Cabildo, Av. Hipólito Yrigoyen, José Martín de la Serna, Gutenberg, Av. Adolfo Alsina, Av. Crisólogo Larralde, Gral. Güemes, Eva Duarte de Perón, Av. Crisólogo Larralde, Boulevard de los Italianos, Av. Pres. Bartolomé Mitre, José Enrique Rodó, Coronel Brandsen, Fabián Onsari, Av. Las Flores, Av. Ramón Franco

- Quilmes: Av. San Martín, Zapiola, Belgrano, Andrés Baranda, Rodolfo López, Aristóbulo del Valle, Int. Oliveri, Alberdi, Av. H. Yrigoyen, Garibaldi, Cevallos, Av. Otamendi hasta Av. Cervantes.

### Ramal I

#### Ida a Ciudadela Norte
Desde Av. Cervantes y Otamendi, por ésta siguiendo el recorrido troncal hasta Rodolfo López.
- Quilmes: Av. Calchaquí, Av. Los Quilmes, Av. Dardo Rocha
- Avellaneda: Av. Pres. Bartolomé Mitre, Av. Las Flores, Mariano Moreno, Bahía Blanca, Av. Pres. Bartolomé Mitre, Fabián Onsari, Gral. Arredondo, Bv. de los Italianos, Camino Gral. Belgrano

- Lanús: Deheza, Bustamante
- Avellaneda: Avenida Hipólito Yrigoyen, Cabildo, su recorrido.

#### Regreso a Balneario de Quilmes
Desde Croacia y San Ignacio, por ésta siguiendo el recorrido troncal hasta Cabildo.
- Avellaneda: Av. H. Yrigoyen, Río de Janeiro, Brasil, Bustamante
- Lanús: Deheza, Camino Gral. Belgrano
- Avellaneda: Boulevard de los Italianos, Av. Crisólogo Larralde, Fabián Onsari, Av. Pres. Bartolomé Mitre

- Quilmes: Av. Dardo Rocha, Av. Los Quilmes, Av. Calchaquí, Rodolfo López, su recorrido.

### Ramal G

#### Ida a Ciudadela Norte
Desde Av. Cervantes y Otamendi, por ésta siguiendo el recorrido troncal hasta Rodolfo López.
- Quilmes: Andrés Baranda, Av. Lamadrid, Av. Dardo Rocha
- Avellaneda: Av. Pres. Bartolomé Mitre, Av. Las Flores, Mariano Moreno, Martín Fierro, Av. Pres. Bartolomé Mitre, Fabián Onsari, Gral. Arredondo, Villa de Luján, Av. Crisólogo Larralde, Prudan, Gral. Arredondo, Gral. Madariaga

- Lanús: Bustamante, Av. H. Yrigoyen, Jean Jaures, Rivadavia, Pres. J. D. Perón, su recorrido.

#### Regreso a Balneario de Quilmes
Desde Croacia y San Ignacio, por ésta siguiendo el recorrido troncal hasta Pres. Juan Domingo Perón.
- Lanús: Av. Hipólito Yrigoyen, Bustamante, Gral. Ferré, Camino General Belgrano
- Avellaneda: Gral. Madariaga, Av. Crisólogo Larralde, Fabián Onsari, Av. Pres. Bartolomé Mitre
- Quilmes: Av. Dardo Rocha, Av. Lamadrid, Andrés Baranda, Rodolfo López, su recorrido.